# كارل هاغن
كارل إيفار هاغن (بالنرويجية البوكمول: Carl I. Hagen )‏ (و. 1944  م) هو سياسي نرويجي، ولد في أوسلو، هو مؤسس حزب التقدم (النرويج) وحالياً عضو في الحزب.

## مناصب
أصبح عضواً في البرلمان النرويجي عام 1974، ثم تولّى زعامة حزب «حزب أنديش لانغه» عام 1978. غيَّر الحزب اسمه إلى الاسم الحالي - التقدم - بعد النجاح الذي حققه حزب التقدم في الدنمارك. قام هاغن بتوسيع الحزب وإعطائه صورة حزب تقليدي يرتكز بالأساس على معارضة الضرائب المرتفعة.
في عام 2005 أصبح هاغن نائباً لرئيس البرلمان النرويجي، وبعدها بعام واحد تنحّى عن رئاسة الحزب لرئيسته الحالية سيف ينسن بعد أن استمر في رئاسة الحزب لأكثر من ثلاثين عاماً.

## التعليم
تعلم في جامعة سندرلاند.

## وصلات خارجية
- كارل هاغن على موقع IMDb (الإنجليزية)
- كارل هاغن على موقع مونزينجر (الألمانية)

- كارل هاغن في قاعدة بيانات الأفلام على الإنترنت